# ژان گای والمه
ژان گای والمه (انگلیسی: Jean-Guy Wallemme؛ زادهٔ ۱۰ اوت ۱۹۶۷) بازیکن فوتبال اهل فرانسه است.
از باشگاه‌هایی که در آن بازی کرده‌است می‌توان به باشگاه فوتبال لانس، باشگاه فوتبال سوشو، باشگاه فوتبال سن-اتین، و باشگاه فوتبال کاونتری سیتی اشاره کرد.